# Zapasy na Igrzyskach Boliwaryjskich 1973
Turniej w ramach Igrzysk w Panamie w 1973 roku.
Rozgrywano zawody tylko w stylu wolnym.

## Tabela medalowa
Gospodarz zawodów został zaznaczony kolorem.
| Poz.  | Państwo   |   |   |   | Łącznie |
| ----- | --------- | - | - | - | ------- |
| 1.    | Wenezuela | 4 | 3 | 1 | 8       |
| 2.    | Panama    | 2 | 4 | 2 | 8       |
| 3.    | Kolumbia  | 1 | 1 | 5 | 7       |
| 4.    | Peru      | 1 | 0 | 0 | 1       |
| Razem | Razem     | 8 | 8 | 8 | 24      |

## Wyniki

### W stylu wolnym
| Waga   | złoty             | srebrny         | brązowy            |
| ------ | ----------------- | --------------- | ------------------ |
| 48 kg  | Oscar Luna        | Gustavo Ospina  | Julián Batista     |
| 52 kg  | Wanelge Castillo  | José Bravo      | Ramiro Quintero    |
| 57 kg  | Carlos González   | Pablo Ledesma   | Rubén García       |
| 67 kg  | Elías Herrera     | Segundo Olmedo  | Raúl Marmolejo     |
| 74 kg  | Gregorio Estribi  | Virgilio Ichuri | Romelio Salas      |
| 90 kg  | Flavio Quiroz     | Cirilo Davis    | Duvilicio Figueroa |
| 100 kg | Germán Colmenares | Juan Pinilla    | Eliseo Tofiño      |
| 130 kg | Miguel Zambrano   | Freddy Phillips | Alfonso González   |